# Jo Jung-Rae

Jo Jung-Rae es un novelista de Corea del Sur, autor de los best sellers La cordillera Taebaek, Arirang y El río Han.'

## Biografía
Jo Jung-Rae nació en Suncheon, provincia de Jeolla del Sur, el 17 de agosto de 1943 en el templo Seonamsa. Cuando empezó la Guerra de Corea, su familia huyó al sur, donde era impopular entre los otros niños y a menudo se peleaba con ellos. Tuvo interés en la literatura desde pequeño y ganaba concursos de composición en la escuela primaria. Se graduó en literatura coreana en la Universidad Dongguk y trabajó como profesor de bachillerato durante varios años tras su graduación. Debutó en 1970 con la publicación del relato "Un cargo falso" (Numyeong). Dedicó toda su vida a la literatura.

## Obra
Sus populares novelas de varios volúmenes La cordillera Taebaek y Arirang, que son clásicos modernos desde su publicación en los años ochenta, están considerados como el cénit de su talento. Con la publicación de El río Han en 2002, completó la trilogía de obras sobre la historia moderna coreana. Se ha vendido el número récord de diez millones de copias en Corea de estas novelas.
Jo Jung-Rae es conocido como escritor de la trilogía histórica La cordillera Taebaek (Taebaek sanmaek, 1983-1989), Arirang y la más reciente El río Han (Hangang). Cada una está compuesta de diez volúmenes y tratan de diferentes aspectos de la turbulenta historia de la época moderna de Corea. La cordillera Taebaek examina el periodo de cinco años entre la liberación de Corea del Imperio colonial japonés (1945) y el inicio de la Guerra de Corea (1950). Para caracterizar el profundo conflicto ideológico de este periodo que terminó en violencia, el escritor vuelve atrás en la historia al periodo colonial y a los últimos años de la dinastía Joseon. Sobre la base de una meticulosa investigación, revela las contradicciones estructurales que provienen del conflicto de clases de la sociedad coreana y deja claro que la Guerra de Corea fue causada por la intensificación de esas contradicciones a través de la ideología. De este modo, critica la falacia lógica de que la división de Corea se debe solo a razones políticas. La cordillera Taebaek sugiere que la división peninsular se podrá superar solo cuando se resuelvan los conflictos estructurales económicos y sociales de la sociedad coreana. Arirang trata del periodo colonial anterior al del fondo histórico de La cordillera Taebaek.
Su preocupación por la raíz socioeconómica de la división de Corea y la búsqueda de soluciones para superar esta tragedia nacional también caracteriza a sus obras cortas de ficción. "Tristeza, ese lugar sombrío" (Han, geu geuneurui jari), "Tierra de exilio" (Yuhyeongui ttang), "Escalera humana" (Inganui gyedan) y "El alma de la tierra estéril" (Baktoui hon) tratan este tema de diferente forma. Sus obras anteriores suelen reconstruir el espacio de la vida tradicional y tratan de lo absurdo de la vida de una forma más general. "La mujer de Cheongsan" (Cheongsan daek), "El profesor violento" (Pongnyeok gyosa), "La colina sombría" (Bitaljin eumji), "La era del geocentrismo" (Cheondongseol sidae) y "Tierra extranjera" (Ibang jidae) proporcionan buenos ejemplos de esta tendencia.

## Obras en coreano (lista parcial)
Novelas
- La cordillera Taebaek (Taebaek sanmaek, 1983-1989)
- Arirang
- El río Han (Hangang)

Relatos
- “Tristeza, ese lugar sombrío” (Han, geu geuneurui jari)
- "Tierra de exilio” (Yuhyeongui ttang)
- “Escalera humana” (Inganui gyedan)
- “El alma de una tierra desierta” (Baktoui hon)
- “La mujer de Cheongsan” (Cheongsan daek)
- "El profesor violento” (Pongnyeok gyosa)
- “La colina sombría” (Bitaljin eumji)
- “La era del geocentrismo” (Cheondongseol sidae)
- “Tierra extranjera” (Ibang jidae)

## Premios
- Premio de Literatura Contemporánea
- Premio Literario de la República de Corea
- Premio Literario Seongok
- Premio Literario Dongguk
- Premio a las Artes de la Ciudad de Kwangju
- Premio Manhae (2003)